# Henri de Hermalle
Henri de Hermalle, chevalier et seigneur de Hermalle-sous-Huy, est maréchal de la Principauté de Liège et chef des Waroux dans la deuxième partie de la Guerre des Awans et des Waroux. Il perd la vie à la bataille de Dommartin le 25 août 1325.

## Appellation
Henri de Hermalle est souvent nommé comme second du nom, selon la généalogie citée par Jacques de Hemricourt dans le Miroir des Nobles de Hesbaye qui le rattache, par la famille de Warfusée, à un Michel d'Awirs qui aurait vécu aux alentours de l'an Mil.
Sur base de l'analyse des chartes de Stavelot, Flône et Saint-Paul à Liège, Jules Vannérus dans Les anciens dynastes d'Esch-sur-la-Sûre, publié à Luxembourg en 1905, a démontré que ce seigneur descendait en réalité de Widrich Ier, comte de Clermont, décédé avant 1062. Dans cette lignée, Henri de Hermalle est le troisième de ce nom, son grand-père et arrière-arrière-grand-père ayant été dénommé de la même façon.

## Biographie
Petit-fils de Henri (II) de Hermalle qui a été un des signataires de la Paix de Huy en 1271, fils de Louis de Hermalle († 1288) et de Oda de Ville en Hesbaye, Henri (III) de Hermalle est nommé chevalier banneret en 1282.
Son épouse Julienne de Haneffe lui donne une fille, Aleyde (ou Alix), qui transmettra la seigneurie de Hermalle, après le décès d'Henri, à la famille de Lummen par son mariage avec le Haut Voué de Hesbaye, Arnoul de Chaumont et de Lummen (dit aussi de Wassemberg ou d'Audenaerde).
Le 25 août 1310 (ou 1312 selon les auteurs), Henri tombe dans une embuscade dressée par Guillaume de Jeneffe, seigneur de Waremme partisan des Awans, et est laissé pour mort sur le terrain. Survivant cependant à ses blessures, il s'engage dans le parti des Waroux et en devient le chef.
Le 8 juin 1313, il mène le combat de Waremme. Guillaume de Jeneffe ayant disposé en hérisson ses cavaliers démontés (caractéristique de l'art militaire liégeois), Henri les fait encercler pour leur ôter la possibilité de se réfugier dans la forteresse ou dans l'église. Le combat se déroule alors dans les rues et se termine par la mort d'une vingtaine de Waremmiens.
Après la bataille de Hansinelle, Henri achète la charge de maréchal par le prince-évêque Adolphe de La Marck. À ce titre, le seigneur de Hermalle envahit l'avouerie de Kanne en 1314, procède à la décapitation d'Eustache le Franchomme de Hognoul en 1315, saisit les biens du seigneur de Pesche, etc.
Cette même année 1315, Henri voit son château attaqué et ruiné par les Hutois aidés des Liégeois qui utilisent leurs mineurs pour venir à bout des murailles.
Hemricourt affirme qu'Henri de Hermalle devient alors gouverneur de la forteresse de Logne.
En 1316, Henri, gentilhomme de l'État Noble du pays de Liège, est l'un des représentants de la noblesse signataires de la Paix de Fexhe qui ne met cependant pas fin à la guerre des Awans et des Waroux.
Ces deux partis s'opposent le 25 août 1325, lors de la bataille rangée de Dommartin, « une ordalie, un jugement de Dieu, à l'échelle de la Hesbaye comme le fut, plus d'un siècle auparavant, à l'échelle de la France, la bataille de Bouvines ». Guillaume de Jeneffe et Henri de Hermalle s'y affrontent en personne ; le destrier d'Henri étant mortellement atteint, le cavalier se retrouve au sol, piétiné par les autres chevaux, et il succombe sous les coups d'Arnoul de Jehay, frère du seigneur de Waremme.
Henri de Hermalle est enterré dans l'église de l'Abbaye de Flône.  Le pierre tombale, qui a disparu, précisait que la tombe avait réuni le seigneur à son épouse, décédée en 1319 et que leur fille Alix les y avait rejoints en 1356.